# Distretto di Końskie
Il distretto di Końskie (in polacco powiat konecki) è un distretto polacco appartenente al voivodato della Santacroce.

## Geografia antropica

### Suddivisioni amministrative
Il distretto comprende 8 comuni.
- Comuni urbano-rurali: Końskie, Stąporków
- Comuni rurali: Fałków, Gowarczów, Radoszyce, Ruda Maleniecka, Słupia, Smyków